# 테오도르 게브레 셀라시
테오도르 게브레 셀라시(Theodor Gebre Selassie, 1986년 12월 24일 트르제비치 ~ )는 체코의 축구 선수로, 현재 슬로반 리베레츠에서 라이트 백으로 활약하고 있다.
사회주의 정권 시절 체코슬로바키아에서 의사로 근무하던 에티오피아인 아버지와 교사로 근무하던 체코인 어머니 사이에서 태어났다. 2011년 아프리카계 선수로는 최초로 체코 대표팀에 발탁되었다.